# Bokeloh (Wunstorf)
Bokeloh is een plaats in de Duitse gemeente Wunstorf, deelstaat Nedersaksen. Het ligt enkele kilometers ten westen van het stadje Wunstorf.
Het dorp wordt nog steeds gedomineerd door de vroegere mijn Kaliwerk Sigmundshall, een kalimijn. Deze werd in 1898 geopend, en in 2018 gesloten wegens uitputting van de winbare ertsvoorraad. De mijn ligt ten westen van het dorp, in de richting van buurdorp Hagenburg.

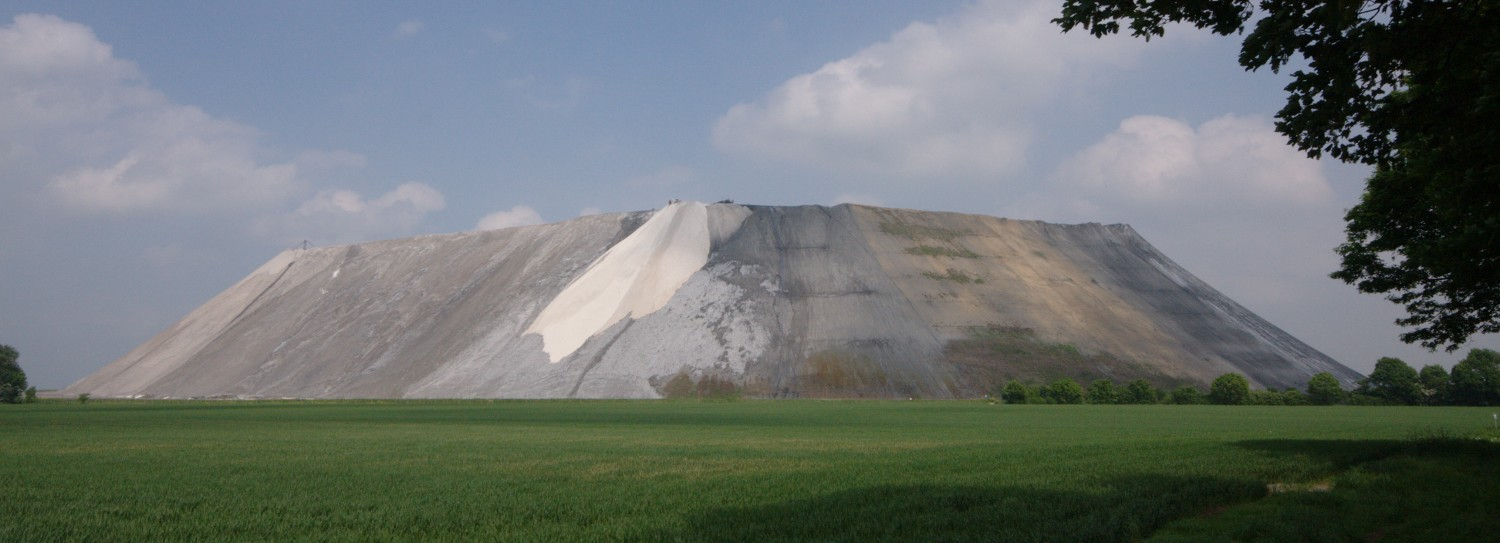
Afvalberg van de kalimijn bij Bokeloh

Een nog niet opgelost milieuprobleem is, wat er moet gebeuren met de Kalimanjaro, zoals de meer dan 100 m hoge afvalberg van de voormalige kalimijn in de volksmond heet.